# Daniel Sigurbjörnsson
 Daniel Hafthor Sigurbjörnsson Benet, né le 28 septembre 1990 à Tortosa, est un rameur espagnol, poids léger.
Il obtient la médaille de bronze en deux de pointe lors des Championnats d'Europe de 2013.
Son frère aîné, Alexander Ingvar Sigurbjörnsson Benet, est né à Reykjavik, le 13 décembre 1988 et est qualifié en aviron pour les Jeux olympiques de Rio. Les deux rameurs sont affiliés au Club de Rem Tortosa.